# ویلیام فرانکلند (آلرژی شناس)
آلفرد ویلیام فرانکلند MBE (۱۹ مارس ۱۹۱۲ – ۲ آوریل ۲۰۲۰) یک متخصص آلرژی و ایمنی‌شناس انگلیسی بود دست‌آوردهایش شامل مقبولیت دادن عمومی به میزان تعداد گرده‌ها به عنوان نوعی اطلاعات مربوط به هواشناسی و همچنین پیش‌بینی افزایش میزان حساسیت به پنی سیلین بود. وی پس از ۱۰۰ سالگی، چند سالی همچنان به کار خود ادامه داد.